# Spicyno (rejon kiczmiengsko-gorodiecki)
Spicyno (ros. Спицыно) – wieś w Rosji, w rejonie kiczmiengsko-gorodieckim obwodu wołogodzkiego. W 2010 r. liczyła 86 mieszkańców.